# Bagratyion hadművelet
A Bagratyion hadművelet (oroszul: Oперация Багратион) szovjet támadó hadművelet volt a második világháború idején, a belorussziai hadászati támadó hadművelet fedőneve. Névadója a grúz királyi családból származó Petre Bagrationi, a cári orosz hadsereg tábornoka, aki a borogyinói csata közben megsebesült, és később életét vesztette. Maga a hadművelet elsődleges célja a Wehrmacht kiűzése fehérorosz és kelet-lengyel területekről. Nem összetévesztendő a belorussziai hadászati offenzívával, ami közel egy évvel azelőtt, 1943. október 3. – december 31. között zajlott le. A Bagratyion összetettségét, szervezettségét jól mutatja, hogy több részműveletre bontották.
A Vörös Hadsereg főparancsnoksága négy front erőit csoportosította össze ebbe a hadműveletsorozatba: az 1. Balti Frontot Ivan Bagramjan hadseregtábornok vezetése alatt, az 1. Belarusz Frontot Konsztantyin Rokosszovszkij hadseregtábornok vezetése alatt, aki június 29-től marsali, tábornagyi rendfokozatot kapott, a 2. Belarusz Frontot G. Zaharov vezérezredes vezetése alatt, valamint a 3. Belarusz Frontot Ivan Csernyahovszkij vezérezredes vezetése alatt. A hadművelet végére a német Közép Hadseregcsoport majdnem teljesen megsemmisült, a hozzá rendelt három önálló hadsereg súlyos veszteségeket szenvedett. Ezek a 4. hadsereg, a 3. páncéloshadsereg és a 9. hadsereg volt, a 2. hadsereg veszteségei is jelentősek voltak. Steven Zaloga szakíró szerint „ez volt a legszerencsétlenebb veresége a német fegyveres erőknek a második világháborúban”. A hadművelet befejeztével a korábban németek által a Barbarossában elfoglalt Nyugat-Szovjetunió területét visszavették és a Vörös Hadsereg Lengyelország és Románia területére is benyomult, valamint a Magyar Királyság Északkeleti-Kárpátok menti határszakaszaira is megkezdte a felzárkózást.
A hadművelet céljai összetettek. A Vörös Hadsereg a gyakorlatban is alkalmazni tudta a szovjet mélységi műveletek korábban kidolgozott elméleteit. Ez az innovatív szovjet elképzelés bevált, természetesen az USA-tól átvett több mint 220 000 teherszállító jármű nélkül ezt nem lehetett volna megvalósítani, amely szó szerint motorizálttá tette a bevetett szovjet gyalogságot. A hadművelet, a tények alapján valószínűsíthető, elsődleges célja hídfőállás létesítése a Visztula folyón Közép-Lengyelországban, valamint a Fehéroroszországban tartózkodó mozgósítható német tartalékok jelentős rombolása és lekötése. Ezzel utat engedve a Lublin–Breszt és Lvov–Sandomierz térségekben megindítandó két támadó hadművelethez. A Visztula és Varsó elérése, mellyel a szovjet erőknek kedvező lehetőségük lett volna Berlin irányában előretörni, jól tükrözi a szovjet mélységi műveletek jelentőségét, az ellenségre való hadászati mélységű csapásmérést.
A kelet-európai német haderő védekezésének nyár végi hatékonyságát valószínűleg nagyban befolyásolta a Hitler elleni július 20-i sikertelen merénylet és katonai puccskísérlet nyomozati feltárása, mely során körülbelül hétezer főt tartóztattak le, közülük megközelítőleg 4980 főt kivégeztek a német belbiztonsági szervek.

## Előzményei
A német Közép Hadseregcsoport 1943 őszén szívósan kitartott, de jelentős veszteséget szenvedett a szovjet csapatoktól a Marsz hadműveletben végrehajtott támadássorozat végére. Azonban 1944 júniusára hasonló vereségeket szenvedett a Dél Hadseregcsoport is, a kurszki kiszögellés felszámolását, a második kijevi csatát, valamint a késő nyári krími offenzívát követően, 1943 őszén és 1944 kora telén, amelyet a szovjetek a második világháború harmadik szakaszának neveznek. A Szuvorov hadművelet alatt a Közép Hadseregcsoportot visszavetették Szmolenszktől nyugatra 1943 őszén. Noha a tengely által védett arcvonal jelentősen megrövidült, mégis Hitler Moszkva elleni remélt, ismételt támadása ekkor már nem bírt realitással.
1944 június közepén a nyugati szövetségesek partra szálltak Normandiában és „mindössze” 1046 km-re voltak Berlintől, a szovjet csapatok pedig a „vityebszki kaputól” mérve 1200 km-re. Ez a tény azonban a Harmadik Birodalomra nézve egy cseppet sem jelentett kisebb hadászati kockázatot. Hitler alábecsülte a Közép Hadseregcsoportra háruló szovjet nyomást és kivonta tüzérségének harmadát, páncéloselhárító alakulatainak felét és harckocsijainak 88%-át a hadseregcsoport kötelékéből. Ezeket a csapatokat a déli szovjet frontra vezényelték át, ahol a német vezérkar újabb nagy erejű szovjet támadásokat várt.
A Bagratyion, kombinálva a közelében egy héttel később indított ukrajnai Lvov–Sandomierz támadó hadművelettel, a Szovjetunió visszafoglalta Belorusszia és Ukrajna 1941-ben elvesztett területeit és behatolt a német Kelet-Poroszországba is, visszafoglalva annak keleti részét is. Azonban ennél még fontosabb, hogy a lvov–sandomierzi hadművelettel a Vörös Hadsereg elérte Varsó külvárosait, miután a Visztulától keletre eső kelet-lengyel területeket az ellenőrzése alá vonta. Ez a sikeresen végrehajtott hadművelet tette lehetővé a következő, Visztula–Odera hadművelet megkezdését, melynek során látótávolságon belülre érhettek a német fővároshoz. A szovjet hadvezetésnek eredetileg meglepetést okozott a fehérorosz hadművelet sikere, mellyel Varsó közelébe értek. A szovjet felfejlődés bátorította fel a lengyel ellenállást a varsói felkelés elindítására, amely azonban sikertelen maradt, a német csapatok leverték a felkelést és tervezetten lerombolták a város nagy részét.
A hadműveletet mint a szovjet hadművészet diadalaként írták le, mivel a hadászati Frontok összes hadmozdulatai folyamatos, tervezett irányítás alatt álltak, mellyel az ellenfél megtévesztése is sikeresen zajlott le a hadműveleti célok mibenléte felől. A Vörös Hadsereg harcászati műveleteiben teljesen elkerülte a Wehrmacht mozgósítható tartalékait és folyamatosan hibás döntésekre kényszerítette a szemben álló hadvezetést. Az összegyűjtött haderővel a frontparancsnokok az ellenfelet mindaddig tévedésben tartották a fő támadási irányokat illetően, amíg már túl késő volt annak a szükséges mozgósítások elvégzésére. Ezzel a kérdéses pontokon a szovjet csapatok rendre áttörtek és azokat ki tudták szélesíteni, az ellenfél műveleti mélységében területet tudtak nyerni.

## A szovjet terv

### Hadászati cél és megtévesztés
Az orosz maszkirovka álcázást jelent, de széles körben alkalmazzák katonai értelemben. A második világháború alatt ezt a kifejezést az ellenfelet megtévesztő manőverekre alkalmazták a szovjet hadvezetők, hogy meglepetést okozzanak a Wehrmacht csapatainak és a hadvezetésnek.
A német szárazföldi haderő főparancsnoksága (Oberkommando des Heeres) egy fő támadást várt 1944 nyarán a szovjet féltől. A Sztavka elemezte a lehetőségeit, miközben a nyáron végrehajtandó hadműveleteket már 1944. április 28-án elhatározták és tervbe vették. Elvetette a lvovi és a jászvásár–kisinyovi szektorok ellen indítandó közvetlen támadás lehetőségét, mivel tartott az ellenfél erős és mozgékony tartalékaitól, melyek egyenértékűeknek mutatkoztak a szovjet hadászati frontok haderejével. Összességében négy lehetőség közül választhattak: egy offenzíva Románia ellen a Kárpátokon keresztül; egy nagy erejű támadás az Ukrán SZSZK nyugati részén át a Balti-tenger partja ellen; egy közvetlen támadás a baltikumi illetve a belorussziai német csapatok elleni támadás. Az első két lehetőséget elvetették, mivel túl ambiciózus volt és több lehetőséget kínált fel az ellenfélnek az átkarolásra és csapatmegsemmisítésekre. A harmadikat szintén elvetették, mivel az ellenfél túl jól felkészült abban a térségben. Az egyetlen járható lehetőségnek a Belorusszia elleni támadást tartották, ahonnan a későbbiekben majd tudni fognak támadásokat vezetni Ukrajna ellen Lengyelországból és Romániából is.
A szovjet és német hadvezetés egyaránt észrevette, hogy Nyugat-Ukrajna fontos helyszíne lesz egy Lengyelország elleni offenzívának. A szovjet vezetés tisztában volt azzal, hogy a németek előre látják ezt, ezért megkezdték a maszkirovka kampányt, mellyel előbb-utóbb káoszt akartak okozni a német páncéloscsapatok belorussziai mozgatásában. Annál is inkább volt ez cél, mivel az 1944. április–június között lezajló első jászvásár–kisinyovi offenzívában a németek értek el sikereket a védelemben. Ezért páncéloscsoportjaik összpontosított erejét mindenképpen meg kellett törni, szét kellett aprózni a későbbi szovjet sikerek érdekében. Ez volt lényegében a Bagratyion elsődleges feladata.
A maximális siker érdekében a maszkirovka egy kettős blöff volt. A szovjetek a Lvov–Przemyśl térségben hagytak négy harckocsihadsereget és engedték, hogy a németek észrevegyék azt. A tavaszi támadás Románia ellen még jobban meggyőzte a szovjet vezetést, hogy a tengely erőit ki kell vonatni Romániából és hagyni a németeket megerősíteni abban a hitükben, hogy dél-lengyel és román védelmüket a lvovi szektorra kell összpontosítaniuk, mozgékony csapataik egy részét ide kell átcsoportosítaniuk. Amikor a Közép hadseregcsoport elleni támadás megkezdődik, mozgékony tartalék és ellátás hiánya krízishelyzetet fog teremteni a központi szektorban és emiatt fogja átcsoportosítani északi páncélos erőit, félve a nagy erejű szovjet csapatösszevonás jelenlététől, amely a német megszállta Lengyelországot fenyegeti.
A szovjetek Visztula felé irányuló fő csapásmérési irányát mutatja a Vörös Hadsereg erre összevont, részleges hadrendje is. A szovjet vezérkar tanulmányozta mind a belorussziai, mind a lvov–szandomierzi műveletek terveit, majd utóbbihoz rendelték a páncélos és gépesített hadtestek jelentős részét. Hat gárda-páncéloshadtest és hat harckocsihadtest lett kiutalva három gárda-gépesített és két gépesített hadtest kíséretében a lvovi hadműveletnek. Ezek együttesen tizenkét páncélos és öt gépesített hadtestnyi erőt képviseltek. Összehasonlításképpen a Bagratyion baltikumi és belarusz frontjaira összesen került nyolc páncélos és két gépesített hadtest kiutalva. Az 1. Belarusz Front, amely fontos eleme volt a lvov–przemyśl-i műveleteknek, nem lett megemlítve a hadművelet kezdeti hadrendjében. Hozzá később hat hadsereget rendeltek, célja pedig a Lublin–Breszt offenzíva alatti átkaroló műveletek lettek.
A harcászati tartalékok nagy részét, különösen a páncéltörő tüzérséget az 1. Ukrán Front alá rendelték a lvov–przemyśl-i művelet visztulai szektoraiba. Az ötvennégy páncéltörő ezredből harmincnyolcat rendeltek a Belarusz–Baltikum–Ukrán hadműveletekhez, melyek kivétel nélkül az 1. Ukrán Fronthoz kerültek. Ez jól mutatja, hogy a szovjet tervek a lvovi műveleteket tartották a legfontosabbnak és akárkik tervezték is a műveleteket, ide várták a legnagyobb számú német páncélos-összpontosítást, melyeket a páncéltörő alakulatokkal tervezték feltartóztatni. A fő cél egy masszív visztulai hídfő létrehozása volt, melynek augusztus és október között kellett fennmaradnia. A hídfőt egy kiterjedt csapatlégvédelmi rendszer támogatott volna a Luftwaffe ellentámadásaival szemben.
A legtöbb vadász- és támadórepülő alakulat szintén a lvovi térségbe lett vezényelve, ahol az 1. Ukrán Front műveleteit kellett támogatniuk. Összesen hetvennyolc vadász- és támadóreplülőgép-hadosztályt utaltak a Bagratyionba, majdnem felét az összes repülőállománynak, melyből harminckettő közvetlenül a lvovi műveleteket támogatta. A többi a belarusz térségbe lett beosztva. A repülőcsapatok ilyen mértékű koncentrációja majdan elegendőnek bizonyult a visztulai hídfő létrehozásához és fenntartásához, sikeresen hiúsították meg a német légierő támadó és vadászbevetéseinek jelentős részét.

### A megtévesztés teljessé tétele
Júniusban az OKW, az OKH és a Közép hadseregcsoport egy nagy hadianyag-csoportosítást fedezett fel a hadseregcsoporttal szemben, noha még mindig úgy vélték, a fő támadási irány az Észak-Ukrajna hadseregcsoporttal szemben fog létrejönni. Június 14-én a Közép hadseregcsoport törzsfőnöke (Chief of Staff) ezt mondta Kurt Zeitzlernek, az OKH vezérkari főnökének: „(...) az orosz koncentráció itt [a 9. hadsereggel szemben] és az autópályán [Minszk–Moszkva közötti] világosan mutatja, hogy az ellenséges támadás céljai a hadseregcsoport szárnyai”. 
Június 19-én lejegyezték, hogy a Közép hadseregcsoporttal szemben álló légierő-csoportosulás nagyobb mint amit korábban jelentettek. 11 000-ből 4500 gép csak ezen a területen lett csoportosítva és ez újabb kétségeket adott az OKH korábbi előrejelzéseinek. Az OKH elvetette ezt az információt. Röviddel a szovjet támadás előtt a hadseregvezetés azonosított néhány ellenséges erőt a front közelében, és azonosította az ellenséges csapatok fő mozgási irányait, azonban a Vityebszk melletti 6. gárda hadsereget nem, valamint a szovjet hadászati tartalékokról és helyükről fogalmuk sem volt.

### Partizánakciók és vasútvonalak rombolása

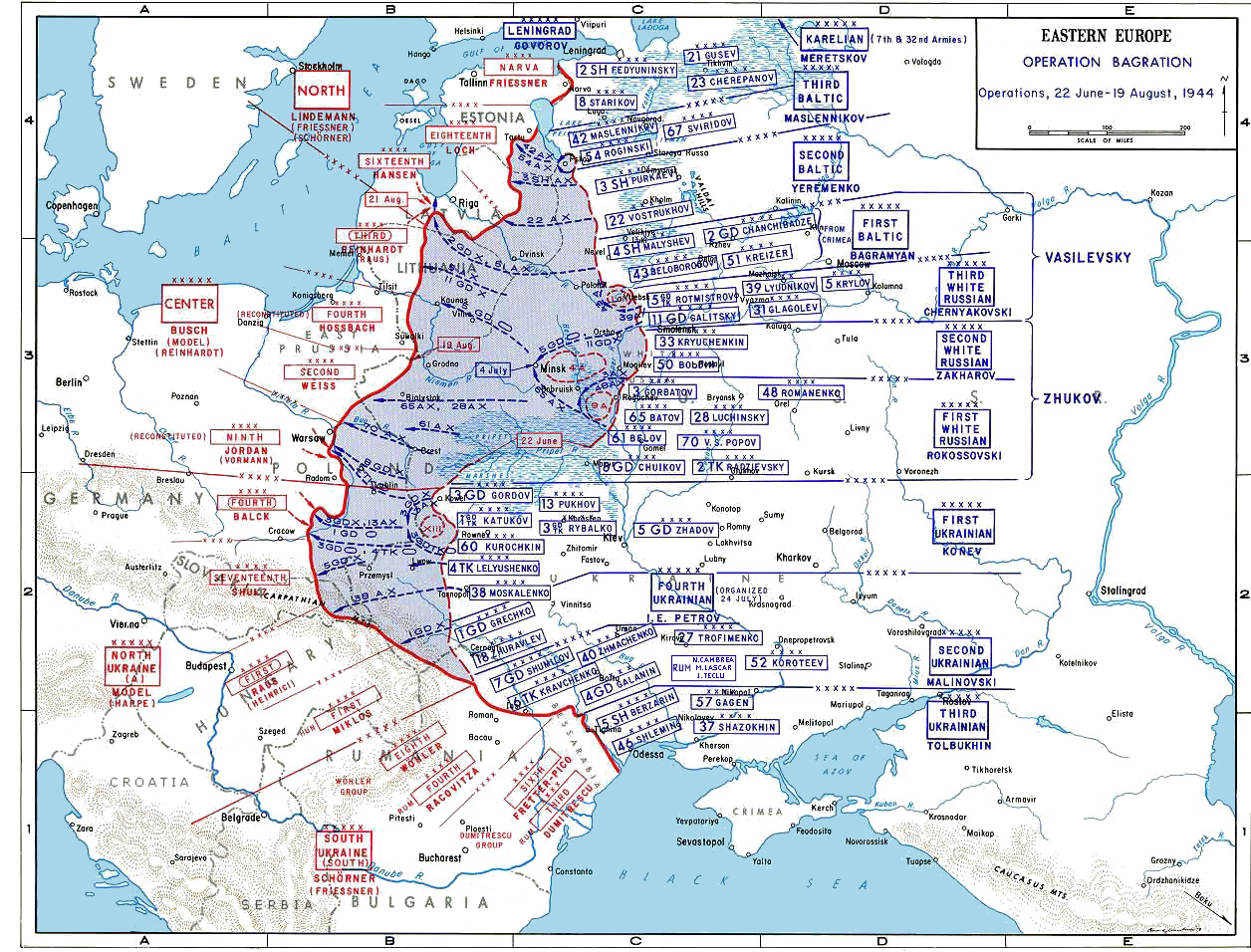
Csapatok a Bagratyion alatt: a német 4. hadsereget körülzáró erők Kelet-Minszknél és a 9. hadsereget Babrujszknál körülzáró erők tisztán kivehetőek, ahogy a Vityebszk melletti a 3. páncéloshadsereg LIII. hadteste is

A Bagratyion kezdetén sok szovjet partizán aktivizálta csapatait a Belorusz SZSZK területén. Elsősorban a német kommunikációs és vasúthálózatokat rombolták. Június 19-étől nagy számban robbantottak fel vasúti pályákat, melyek jelentős zavaró hatást váltottak ki. A szovjet hadvezetés szerint a partizánokat is bevetették volna a német csapatok lekötésére és felszámolására, ha a frontáttörések és körülzárások sikerrel végződnek.
A Sztavka megközelítőleg 1 700 000 főnyi harci és harctámogató alakulatot, körülbelül 24 000 tüzérségi eszközt, köztük aknavetőket, 4080 harckocsit és rohamlöveget, valamint 6334 repülőgépet szervezett össze. A német erő ezzel szemben 800 000 katona, 9500 tüzérségi eszköz és mindössze 553 harckocsi és rohamlöveg, valamint 839 repülőgép. Mind mozgékonyság, mind tűzerő szempontjából fele, harmada, repülőgépeit tekintve majdnem egy nagyságrenddel elmaradt ellenfelétől. A Közép hadseregcsoportnak mindössze a 14. gyalogos hadosztály állt rendelkezésére mint jelentős mozgékony tartalék, ezen kívül a 20. páncélos hadosztály, mely Babrujszktól délre települt és a megerősített Feldherrnhalle páncélgránátos hadosztály képezte a harcászati és hadműveleti tartalékot. Ezek mozgását tovább nehezítette a partizánok által folyamatosan, más-más helyen rombolt kommunikációs és közlekedési hálózat. A viszonylag ritkán módosuló belorussziai frontvonalak mögött azonban jelentős mennyiségű műszaki zárakat épített ki a Wehrmacht: bunkerrendszerek, aláaknázott zónák, többsoros összetett futóárkok képezték a védelmi vonalak egy részét.

## A hadrend

### Wehrmacht
A Wehrmacht Közép Hadseregcsoportjának (Heeresgruppe Mitte) a hadrendje 1944. június 21-én. Parancsnoka Ernst Busch vezértábornagy (Generalfeldmarschall) június 28-áig, törzsfőnöke Hans Krebs altábornagy (Generalleutnant). Buscht Walter Model tábornagy váltotta le.
- 6. légiflotta (Luftflotte 6) – Robert von Greim vezérezredes (Generaloberst)
- 3. páncéloshadsereg (3. Panzerarmee) – Georg-Hans Reinhardt vezérezredes (Generaloberst)
  - IX. hadsereghadtest (IX. Armeekorps) – Rolf Wuthmann tábornok
  - LIII. hadtest – Friedrich Gollwitzer tábornok
  - VI. hadtest – Georg Pfeiffer június 28-áig
  - tartalékban: 14. gyaloghadosztály
- 4. hadsereg – Kurt von Tippelskirch gyalogsági tábornok, majd július 18-tól Friedrich Hoßbach gyalogsági tábornok
  - XXVII. hadtest – Paul Völckers tábornok
  - XXXIX. páncéloshadtest – Robert Martinek tábornok június 28-áig, majd Otto Schünemann altábornagy június 29-éig
  - XII. hadtest – Vincenz Müller tábornok
  - tartalékban: Feldherrnhalle páncélgránátos-hadosztály és a 286. biztosító hadosztály
- 9. hadsereg – Hans Jordan tábornok június 27-éig, majd Nikolaus von Vormann tábornok
  - XXXV. hadtest – Kurt-Jürgen Freiherr von Lützow altábornagy
  - XX5XXI. páncéloshadtest – Edmund Hoffmeister altábornagy
  - LV. hadtest – Friedrich Herrlein tábornok
  - tartalékban: 20. páncéloshadosztály és a 707. gyaloghadosztály
- 2. hadsereg – Walter Weiss vezérezredes: az első és második szakaszban ez a hadsereg nem volt része a hadseregcsoportnak, a szovjet fő-támadási vonaltól délre települt. Ebben a hadseregnek lett alárendelve a Magyar Királyi Honvédség kiutalt kontingens is.

### Vörös Hadsereg
A Sztavka két tapasztalt tábornokot rendelt a hadműveletek irányítására: Alekszandr Vaszilevszkijt és Georgij Zsukovot.
- 1. Balti Front (Hovhannesz Bagramjan tábornok)
  - 4. áttörő-hadsereg
  - 6. gárda-hadsereg
  - 43. hadsereg
  - 3. légihadsereg
- 3. Belarusz Front (Ivan Csernyahovszkij tábornok)
  - 11. gárda-hadsereg (Kuzma Galickij tábornok)
  - 5. hadsereg
  - 39. hadsereg (Ivan Ljudnyikov tábornok)
  - 31. hadsereg (Vaszilij Vasziljevics Glagolev tábornok)
  - 5. gárda-harckocsi-hadsereg (Pavel Rotmisztrov tábornok)
  - 1. légihadsereg
  - lovas–motorizált osztály Nyikolaj Oszlikovszkij altábornagy parancsnoksága alatt, beleértve a 3. gárda-lovashadtestet
- 2. Belarusz Front (Georgij Zaharov vezérezredes)
  - 33. hadsereg (Vaszilij Krjucsonkin altábornagy)
  - 49. hadsereg (Ivan Grisin altábornagy)
  - 50. hadsereg (Ivan Bolgyin altábornagy)
  - 4. légihadsereg
- 1. Belarusz Front (Konsztantyin Rokosszovszkij tábornagy)
  - 3. hadsereg (Alekszandr Gorbatov tábornok)
  - 8. gárda-hadsereg (Vaszilij Csujkov altábornagy)
  - 28. hadsereg
  - 48. hadsereg
  - 65. hadsereg (Pavel Batov tábornok)
  - 16. légihadsereg
  - lovas–motorizált osztály Issza Plijev altábornagy parancsnoksága alatt, beleértve az 1. motorizált hadtestet és a 4. gárda-lovashadtestet
- 1. Ukrán Front (Ivan Konyev marsall, tábornagy)
  - 3. gárda-hadsereg
  - 13. hadsereg
  - 60. hadsereg
  - 38. hadsereg
  - 1. gárda-hadsereg
  - 18. hadsereg
  - 1. gárda-harckocsi-hadsereg
  - 3. gárda-harckocsi-hadsereg
  - 4. harckocsi-hadsereg
  - 5. gárda-hadsereg
  - 1. és 2. lovas–motorizált osztály

Az 1. Belarusz Front különösen nagy létszámú magasabbegység volt, magába foglalta a későbbi Lublin–Breszt hadművelet idején bevetett alakulatokat is.

## A hadművelet első szakasza – harcászati áttörések

A Bagratyion-hadművelet átnézeti térképe 1944. június 22–augusztus 29. között

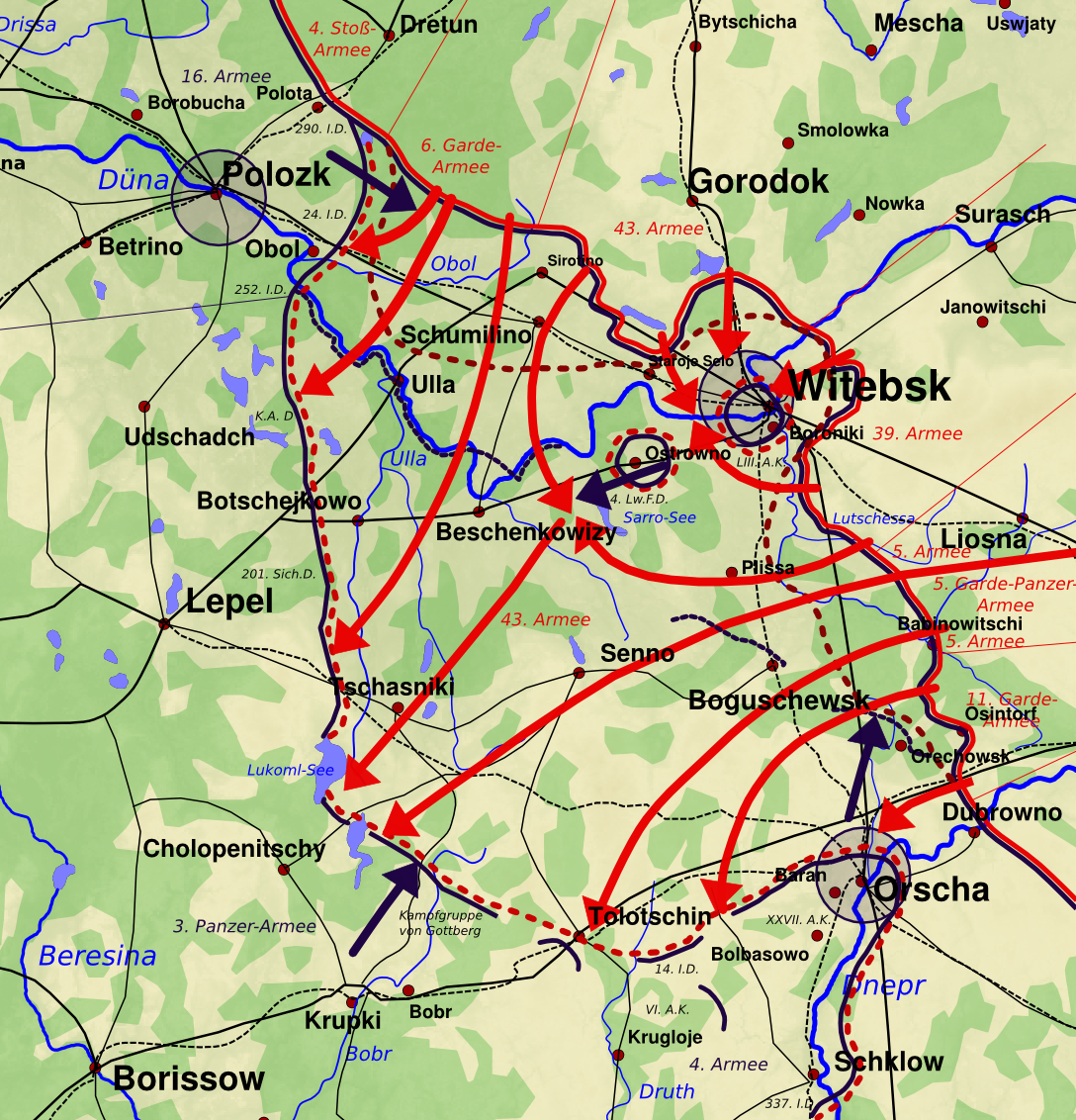
A vityebszki csata 1944. június 22–27. között

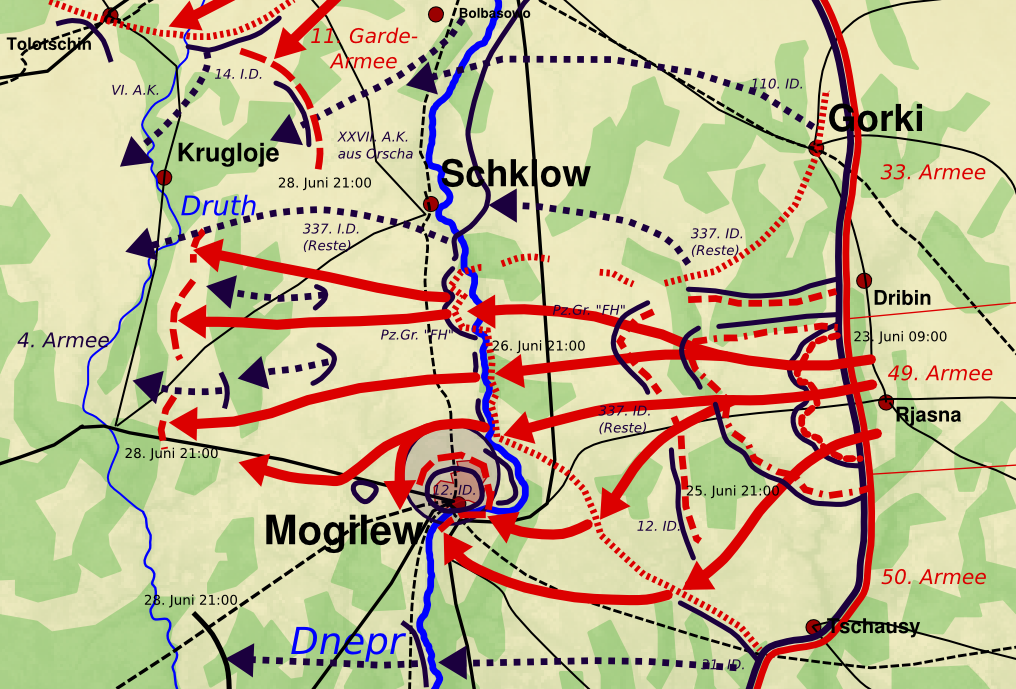
A mogiljovi csata 1944. június 23–28. között

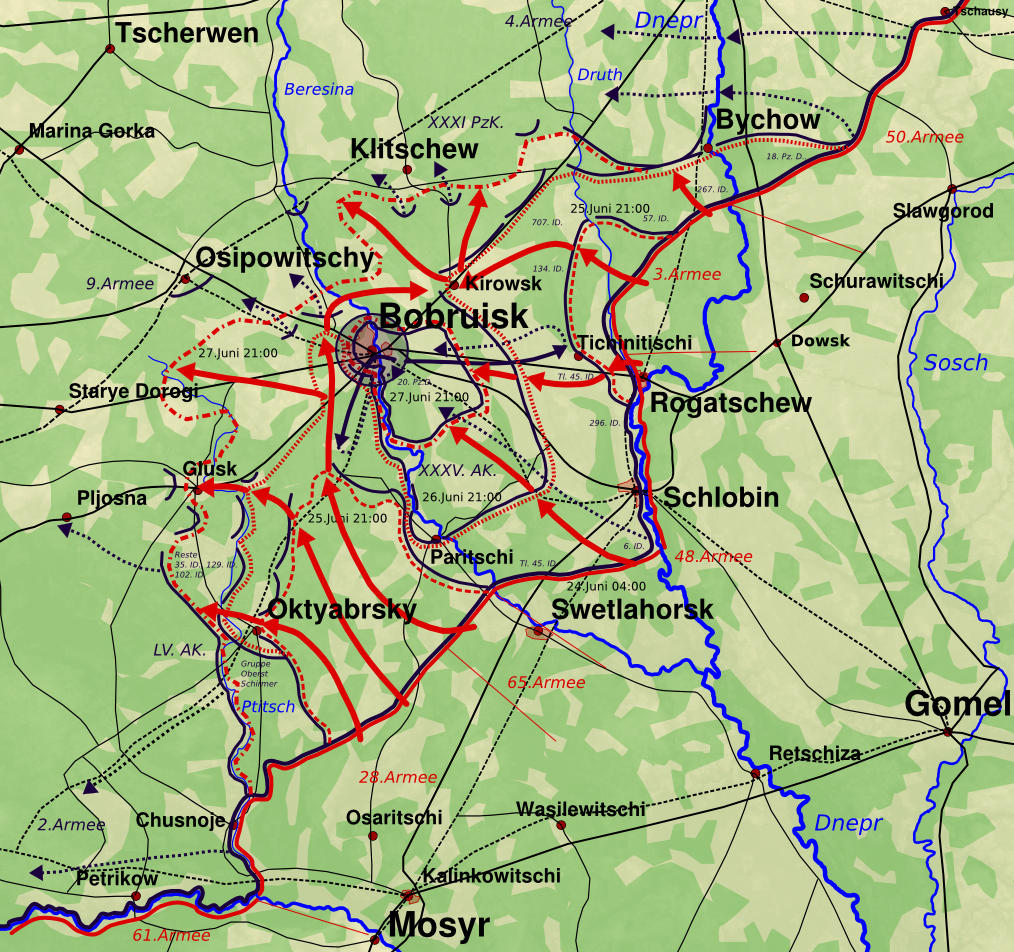
A bobrujszki csata 1944. június 24–27. között

A hadműveletet 1944. június 22-én indították meg a szovjetek, naptári napra pontosan az 1941-es Barbarossa-hadművelet után három évvel. A fő offenzíva 23-án kora reggel indult el, nagy erejű tüzérségi támadás képében a német erődítési vonalak és műszaki zárak ellen, melyek nagy mélységben és kiterjedésben készültek el, ellensúlyozva a megcsappant német alakulatok létszámát. Órák alatt több védvonal az áttörés küszöbéhez érkezett.
Az első lépcsőfoka a szovjet mélységi műveletnek a német harcászati mélységbe való behatolás volt, majd továbbhatolva gyors menetben folytassák azt. Amint ez megtörténik, a műveleti tartalék frissebb csapatai folytatják a behatolást és az ellenfél hadműveleti mélységében szétbontakozik a kívánt irányokba, köszönhetően a jelentős mértékben motorizált és páncélosokkal felszerelt csapatoknak.
Három irányban kezdődött meg a harcászati áttörés: a Vityebszk–Orsa vonalon, Mogiljov és Bobrujszk ellen.
A Vityebszk és Orsa irányú műveletet az 1. Balti front és a 3. Belorusz front kezdte meg a 3. páncélos-hadsereggel szemben, a 4. hadsereg északi szárnyán. Az 1. Balti front a IX. hadtestet a Dvinához tolta, ahol a LIII. hadtestet körülzárta Vityebszk mögött június 25-ére. Délre a 3. Belorusz front átgázolt a VI. hadtesten, kettészakítva az arcvonalát. Vityebszket 27-én bevették, a teljes LIII. hadtestet megadásra kényszerítették, összesen 30 000 embert.
Ezzel párhuzamosan a 3. Belarusz front megkezdte a 4. hadsereg XXVII. hadteste ellen a műveleteket, mely Orsát és a Moszkva–Minszk főútvonalat védte. Annak ellenére, hogy a német csapatok erősen védekeztek, Orsát 26-án felszabadították, majd a 3. Belarusz front gépesített alakulatai behatoltak a német vonalak mögé és a Berezina folyón hídfőállást kezdtek kiépíteni, Minszktől északra.
A fő csapásmérő erő Mogiljov irányban vezetett támadást, a Pripjatyi-mocsarak északi szélénél. A 2. Belarusz front lefogta a 4. hadsereg jelentős részét, miközben északabbra a Vityebszk elleni, délebbre pedig a Borbujszk elleni erők sikeresen bontakoztak ki, utóbbiakkal körbezárták a 9. hadsereget. Június 23-án a 2. Belarusz front alakulatai hídfőállásokból átkeltek a Dnyeperen, majd megtámadták a Közép hadseregcsoport két legerősebb hadtestét, a XXXIX. páncéloshadtestet és a XII. hadtestet. 27-én a 49. hadsereg is átkelt a Dnyeperen és 28-án körülzárta Mogiljovot. A XXXIX. páncéloshadtest és a XII. hadtest felismerve a csapdát, visszahátrált a Berezina folyóig, erős légitámadások alatt.
A Bobrujszk elleni támadás a 9. hadsereggel szemben kezdődött meg, ami a Közép hadseregcsoport déli szárnyát biztosította. A támadást szintén az 1. Belarusz front kezdeményezte 23-án, azonban jelentős veszteségeket szenvedtek a jól szervezett német védelem ellen. Rokosszovszkij erős tüzérségi előkészítést  és légi csapásmérést rendelt el, majd a következő napon folytatta a támadást.
A 3. hadsereg áttört az északi szektoron, elérve a XXXV. hadtestet a Berezina folyónál. A 65. hadsereg áttörte a XX5XXI. páncéloshadtest arcvonalát déli irányban és 27-ére mindkét német hadtest körül lett zárva Bobrujszk körül erős légi támadásokkal rombolva.
A 9. hadsereg néhány alakulata sikeresen kitört 28-án nyugati irányba, azonban 70 000 katona elesett és fogságba esett. Erős utcai harcok után 29-én az 1. Belarusz front felszabadította Bobrujszk városát.

## A hadművelet második szakasza – hadászati támadás a Közép hadseregcsoport ellen

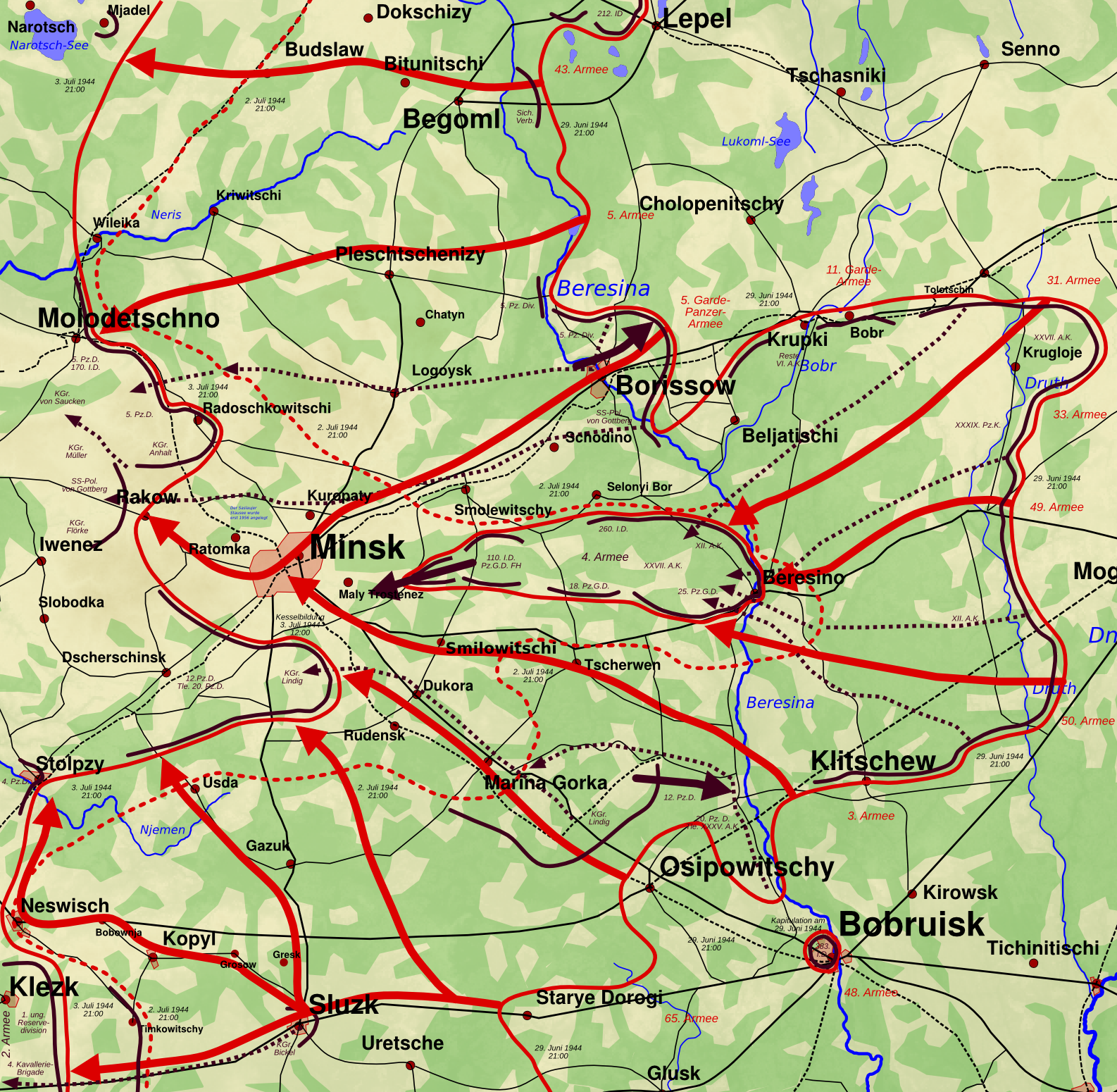
A minszki zsák 1944. június 29–július 3. között

A hadművelet második szakasza tartalmazta a legfontosabb célkitűzést, visszafoglalni Minszket, a Belarusz SZSZK fővárosát. Ebben a fejezetben is egy nagyszabású átkarolást akartak végrehajtani, melyben a német Közép hadseregcsoport jelentős részét tervezték megsemmisíteni.
Június 28-ától a 3. belarusz front főbb magasabbegységei – az 5. gárda-harckocsihadsereg és egy hozzá rendelt lovas-motorizált osztály – megkezdte az átkelést a Berezina folyón hídfőállást létesítve a túlparton, őket követte a 11. gárda-hadsereg. Délebbre az 1. belarusz front főbb erői megkezdték egy kisebb harapófogó kivitelezését a 4. hadsereg körül.
A németek Minszk közelébe rendelték az 5. páncélos hadosztályt, segítséget nyújtva a szovjet ékekkel szemben, miközben a 4. hadsereg visszavonását megkezdték a Berezina körzetéből, ahol erőteljes szovjet légitámadások alatt álltak. Az erőszakos hídfőállás-létesítést és áttöréseket követően a szovjetek körülzárták Minszket. A 2. gárda-harckocsihadtest volt az első alakulat, amely behatolt a városba július 3-ának korai óráiban, a központban harcok bontakoztak ki, melyeket a német hátvédek a következő napra levertek. Az 5. gárda-harckocsihadsereg és a 65. hadsereg is megerősítette a Minszk körüli nyugati gyűrűt, mellyel a német 4. hadsereg és a 9. hadsereg megmaradt csapatai csapdába kerültek.
A következő napokban a minszki zsák keleti része csökkent, egyedül egy kis csoport tudott kitörni a 100 000-es létszámból. A minszki német csapatok kapitulációja után a Közép hadseregcsoport teljesen megsemmisült. Ez volt valószínűleg a legnagyobb vesztesége a Wehrmachtnak az egész háború alatt: június 22. és július 4-e között a német hadseregcsoport 25 hadosztályt vesztett el közel 300 000 emberrel. A következő hetekben újabb 100 000 embert vesztenek el a térségben.
Az ezzel párhuzamosan megindított polocki offenzíva kettős célja volt, melynek elsődlegesen Polock bevétele volt a lényege, illetve a minszki hadműveletek északi átkarolásával a német Észak hadseregcsoport ellentámadásait kellett felfognia.
Az 1. balti front sikeresen üldözte a visszavonuló 3. páncéloshadsereg Polock irányú visszavonulásait, melyet az július 1-jén el is ért. A németek igyekeztek védműveket, műszaki zárakat kiépíteni a visszavonuló páncéloshadsereg hátsó területein, melyre az Észak hadseregcsoport más alakulataiból is kirendeltek csapatokat. Az 1. balti front 4. áttörőhadserege és 6. gárda-hadserege a következő napokban utat törtek maguknak a városba és július 4-ére felszámolták a német ellenállásokat.

## A hadművelet harmadik szakasza – hadászati támadás az északi területek felé

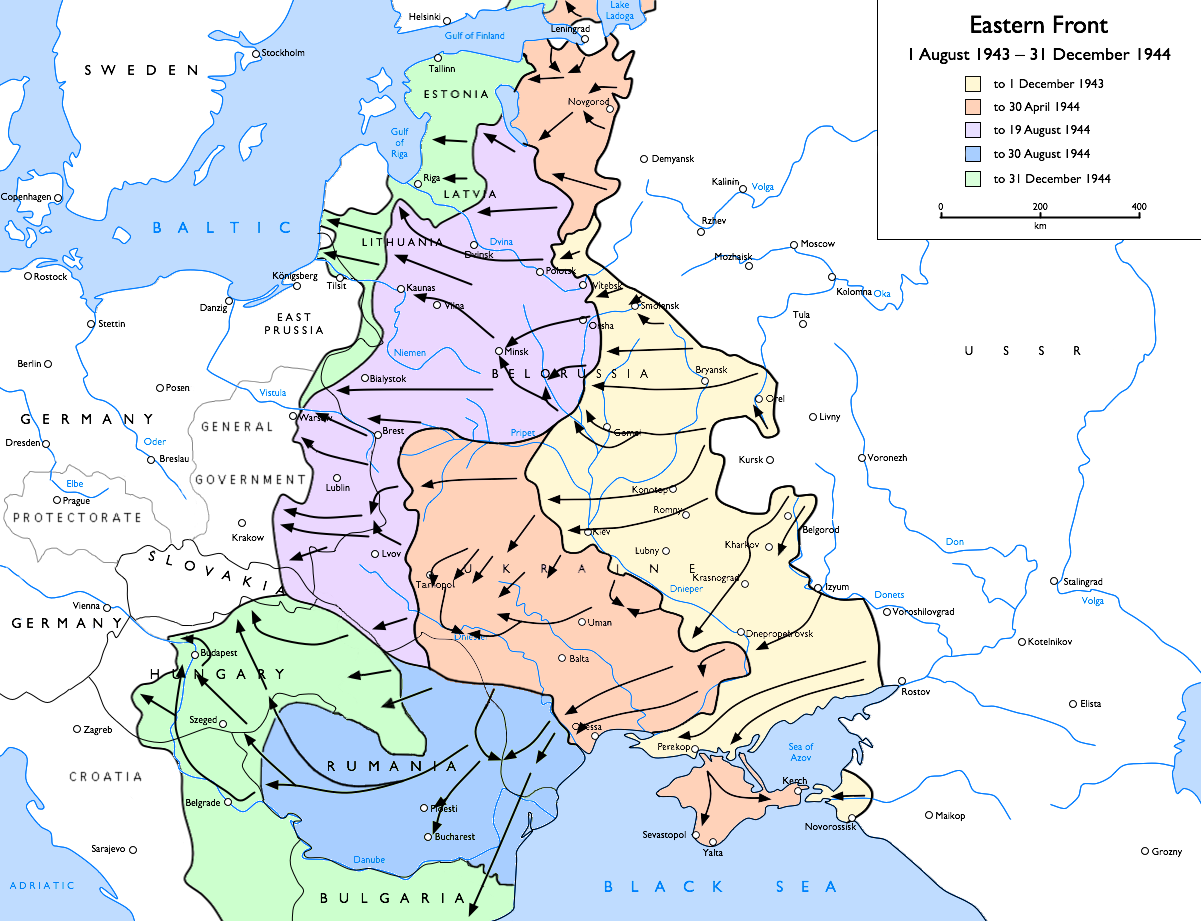
Keleti front 1943 júliusa-1944 decembere között

Ahogy a német–szovjet arcvonal középső és felső szakaszában a német védelem az összeomlás küszöbén állt, a Sztavka megindította az északi támadássorozatokat is, melyek célja az eredeti terveken túlmenően a minszki térség nyugati irányú elhagyását jelölte meg. Ez a harmadik szakasz alapvetően a Bagratyionon túlmutató, későbbi fejezetként fogható fel.
Június 28-án Walter Model tábornagy (Feldmarschal) vette át a Közép hadseregcsoport parancsnokságát Ernst Buschtól, akit a kudarcok miatt Hitler leváltott. Model remélte, hogy helyre tudja állítani a védvonalakat a Minszktől körülbelül 100 km-re nyugatra fekvő Lida város körzetében, ahová a 3. páncéloshadsereget és a 4. hadsereget vezényelte át némi új erősítéssel.
Ebben a szakaszban a szovjetek hat újabb támadó hadműveletet hajtottak végre. Elsőként Šiauliai felé, majd Vilnius, Belosztok, a Lublin–Breszt irányban, Kaunas és Oszovec felé.
A šiauliai offenzívát az 1. balti front vezette július 5. és 31. között a 3. páncéloshadsereg megmaradt csapatai ellen. Elsődleges célja ennek a támadásnak Litvánia Šiauliai városának bevétele volt. A frontszakasz sikeres áttörését követően a szovjet csapatok nagy lendülettel haladtak előre. A 43., az 51. és a 2. gárda hadseregek támadást intéztek Rigától délre Jelgavánál a Balti-tenger partja felé, melyhez a 3. gárda gépesített hadtest is bekapcsolódott. Július 31-én elérték a Rigai-öblöt. A 6. gárda hadsereg bevette Rigát, majd egy kiterjedt átkarolással észak felé haladt tovább. A sietősen szervezett német ellentámadásoknak köszönhetően sikerült összeköttetéseket létesíteni több alkalommal a Közép és Észak hadseregcsoport között. Augusztusban megpróbálták visszavenni Šiauliait a Doppelkopf és Cäsar hadműveletekkel, azonban ezek elfulladtak.
A Vilnius felé indított szovjet támadást a 3. belarusz front alakulatai hajtották végre, miután felszámolták a német ellenállásokat Minszk körzetében. A 3. páncélos ls 4. hadsereg megmaradt erőivel álltak szemben. A német 4. hadsereg alakulatai, elsősorban az 5. páncélos hadosztály megkísérelt tartani egy kulcsfontosságú vasúti csomópontot Mologyecsnónál, azonban a 11. gárda hadsereg és az 5. gárda harckocsihadsereg a 3. gárda lovashadtesttel megerősítve bevette tőlük július 5-én. A német csapatok folytatták a rendezett visszavonulást, így a szovjet erők elérték Vilniust, melyet a 3. páncélos hadsereg tartott július 7-éig.
Július 8-án a várost teljesen körülzárták, a német helyőrség pedig parancsba kapta a város bármi áron való megtartását. A szovjet csapatok heves utcai harcokat vívtak a német helyőrséggel, az ostromban a lengyel Honi Hadsereg is részt vett (Ostra Brama hadművelet) a város déli–délkeleti–keleti térségében. Július 12-én a 6. páncéloshadosztály ellentámadásba ment át, és időlegesen kinyitotta az ostromlók gyűrűjét egy menekülési folyosót hozva létre, azonban a helyőrség legtöbbje elesett a másnapi város bevételét eredményező ütközetben (ezt a szakaszt szokták a leggyakrabban a vilniusi csataként emlegetni). Július 23-án a 4. hadsereg parancsnoka Friedrich Hoßbach – Model beleegyezésével – az újonnan érkezett 19. páncéloshadosztályt ellentámadásba vitte, hogy elvágják a szovjet páncélosékeket a kiterjedt Augustówi–erdőben (Puszcza Augustowska). Ez a művelet azonban kudarcot vallott.
Azt ehhez kapcsolódó belosztoki offenzívát a 2. belarusz front hajtotta végre július 5. és 27. között, célja a lengyel Białystok/Belosztok bevétele volt. A 3. hadsereg 40. és 41. puskás hadtestjei a front bal szárnyán július 27-én vette be a várost egy viharos napon, kétnapi küzdelem során.
A Lublin–Breszt irányokban végrehajtott offenzívát a Rokosszovszkij marsall vezette 1. belarusz front vitelezte ki július 18. és augusztus 2. között, és fejlesztette tovább a Bagratyion eredeti elképzeléseit Kelet-Lengyelországba, elérve a Visztula folyót. A 47. és 8. gárda hadseregek július 21-én érték el a Nyugati-Bug folyót, majd a 8. gárda hadsereg július 25-én elérte a Visztula keleti partját. Lublint július 24-én foglalták el, majd a 2. harckocsihadsereg újabb parancsot kapván észak felé fordult Varsó irányába, hogy elvágja a Közép hadseregcsoport visszavonulási vonalait Breszt térségében. Bresztet július 28-án be is vették, majd a front balszárnya hídfőállást létesített a Visztulán augusztus 2-án. Ezzel a front gyakorlatilag befejezte a rá bízott hadműveleti feladatokat, a nyár hátralevő részében védelembe menve át a szovjet hídfőállások elleni német támadások visszaverését látták el. A hadművelet a német Észak-Ukrajna hadseregcsoport vereségével ért véget, a szovjet hídfőállások Sandomierztől nyugatra szilárdan álltak.
A Kaunas offenzívát a Csernyahovszkij vezette 3. belarusz front vezette július 28–augusztus 28. között, mely a litván Kaunas bevételével ért véget, befejezvén a Vilnius ellen indított támadássorozatot. Július 30-án az összes Wehrmacht alakulat visszavonult a Nema folyó nyugati vonalára, majd jelentős részüket felszámolták. Két nappal később a litván várost megszállták a szovjet csapatok.
Az Oszovec offenzívát a 2. belarusz front hajtotta végre augusztus 6–14. között, a belosztoki hadművelet befejezését követően. Céljuk az osowieci erőd elfoglalása és az osowiec-twierdzai megerősített területek felszámolása volt, a Narew folyó mellékágain. A meglehetősen kiterjedt erődítések biztosítása lehetővé tették a Kelet-Poroszország feletti felügyeletet. Ezen a területen kezdte meg működését szeptemberben az „erdei testvérek” nevű ellenálló szervezet a szovjet megszállás ellen, mely zömben helyben toborzott volt Waffen-SS-katonákból állt. A német csapatoknak végül sikerült stabilizálni a védelmi vonalaikat a Narew folyó térségében, melyet tartani tudtak az 1945 januári kelet-poroszországi offenzíváig.

## Következmények
Összehasonlítva több más szovjet támadó hadművelettel, mind közül ez a legnagyobb szabású és legkedvezőbb végeredményű. A Vörös Hadsereg jelentős szovjet területeket szabadított fel a német ellenőrzés alól. A felmentett városokat lerombolva, a falvakat elnéptelenedve és a népesség jelentős részét meggyilkolva, vagy internáló táborokba zárva találták a szovjet csapatok. Hogy megmutassák a külvilágnak győzelmi teljesítményüket, közel 50 000 német hadifoglyot, akiket Minszk keleti körzetében ejtettek el, átmeneteltették egész Moszkván. A menetelést gyorsmenetben kellett végrehajtaniuk huszas oszlopba fejlődve mindössze kilencven percükbe került ezt végrehajtani. Szimbolikus gesztusként utánuk lemosatták az utcákat.
A német haderő nem heverte ki ezt veszteséget a háború további szakaszaiban, amely mind hadianyagban mind a személyi állományban – tapasztalt katonák, tiszthelyettesek és tisztek – megmutatkozott. A keleti frontra vezényelt katonáinak körülbelül egynegyedét elvesztette ebben az ütközetsorozatban, hasonlóan a sztálingrádi vereséghez, ahol 20 teljes hadosztályt írtak le. A szovjet támadó hadművelet a német felsőbbvezetést sem kímélte. Kilenc tábornok vesztette életét köztük két hadtestparancsnok, huszonkettő hadifogságba esett, köztük négy hadtestparancsnok. Hans Hahne ezredes (Oberst), a 197. gyalogos hadosztály parancsnoka, június 24-én eltűnt (július 1-jén posztumusz vezérőrnaggyá (Generalmajor) léptették elő), Zutavern és Philipp altábornagyok, a 18. páncélgránátos-hadosztály (Panzergrenadier-Division) és a 134. gyalogos hadosztály (Infanterie-Division) parancsnokai öngyilkosságot követtek el.
Összességében, a Közép hadseregcsoport a teljes megsemmisülés küszöbére került, amelyért nagyon drága árat fizetett Németország. Noha a pontos német veszteségek egyelőre nem ismertek, az 400 000-nél is többre tehető. A szovjet oldal 180 040 fő elesettet és eltüntet ad meg, 590 848 fő megsebesült, összesen 2957 harckocsi és rohamlöveg, 2447 tüzérségi eszköz és 822 repülőgép veszett el, amiket, lévén saját területeken váltak harcképtelenné, vagy semmisültek meg, a szovjet haditermelés újrahasznosította a legtöbbjét.
Az offenzíva elvágta egymástól az Észak Hadseregcsoportot és az Észak-Ukrajna hadseregcsoportot, és csökkentette ellátmányukat, amely a középső szektor elvesztésével járt. Emiatt mindkét hadseregcsoport sürgősen visszavonulni kényszerült a szovjet területekről, csökkentve az arcvonal hosszát, még mielőtt a következő szovjet offenzívák megindultak volna ellenük.
A Bagratyion-hadművelet vége egybeesett a Normandiában partra szállt nyugati csapatok által vereséget mért legerősebb német csapatok felszámolásával a falaise-i zsákban, noha annak mérete kisebb volt a Bagratyionhoz viszonyítva, a Wehrmacht nyugati hadereje is érzékeny veszteségeket szenvedett. A keleti és nyugati frontokon a következő szövetséges támadások helyzetkihasználása lassabb volt és többször meg is álltak, de inkább az ellátási problémák, mintsem a német ellenállás miatt. Végül azonban a németek kénytelen lettek páncélos alakulataik egy részét kivonni az olasz hadszíntérről, melyek képesek lehettek a közelgő Varsó környéki szovjet támadást megállítani. Ez a hadművelet-sorozat azonban közel fél évet késett, 1945. január közepén indította meg a Sztavka.
Huszonöt évvel a Belarussziát felszabadító katonai események után, 1969-ben Minszktől 21 km-re a moszkvai autópálya mellett adták át a „Dicsőség halmát” (Курган Славы), amely elsősorban a háborúban, másrészt ebben az ütközetsorozatban elesett szovjet katonáknak állít emléket. O. Sztahovics tervezte.

## Fordítás
- Ez a szócikk részben vagy egészben  az   Operation Bagration című angol Wikipédia-szócikk ezen változatának fordításán alapul.  Az eredeti cikk szerkesztőit annak laptörténete sorolja fel. Ez a jelzés csupán a megfogalmazás eredetét és a szerzői jogokat jelzi, nem szolgál a cikkben szereplő információk forrásmegjelöléseként.
- Ez a szócikk részben vagy egészben  az   Operation Bagration című német Wikipédia-szócikk fordításán alapul.  Az eredeti cikk szerkesztőit annak laptörténete sorolja fel. Ez a jelzés csupán a megfogalmazás eredetét és a szerzői jogokat jelzi, nem szolgál a cikkben szereplő információk forrásmegjelöléseként.